# Derolus sulcatus
Derolus sulcatus es una especie de escarabajo longicornio del género Derolus, tribu Cerambycini, subfamilia Cerambycinae. Fue descrita científicamente por Aurivillius en 1928.

## Descripción
Mide 10-18 milímetros de longitud.

## Distribución
Se distribuye por Kenia, Malaui, Mozambique, Namibia, República Democrática del Congo, Somalia, Tanzania y Zimbabue.